# Sternwarte Aalen

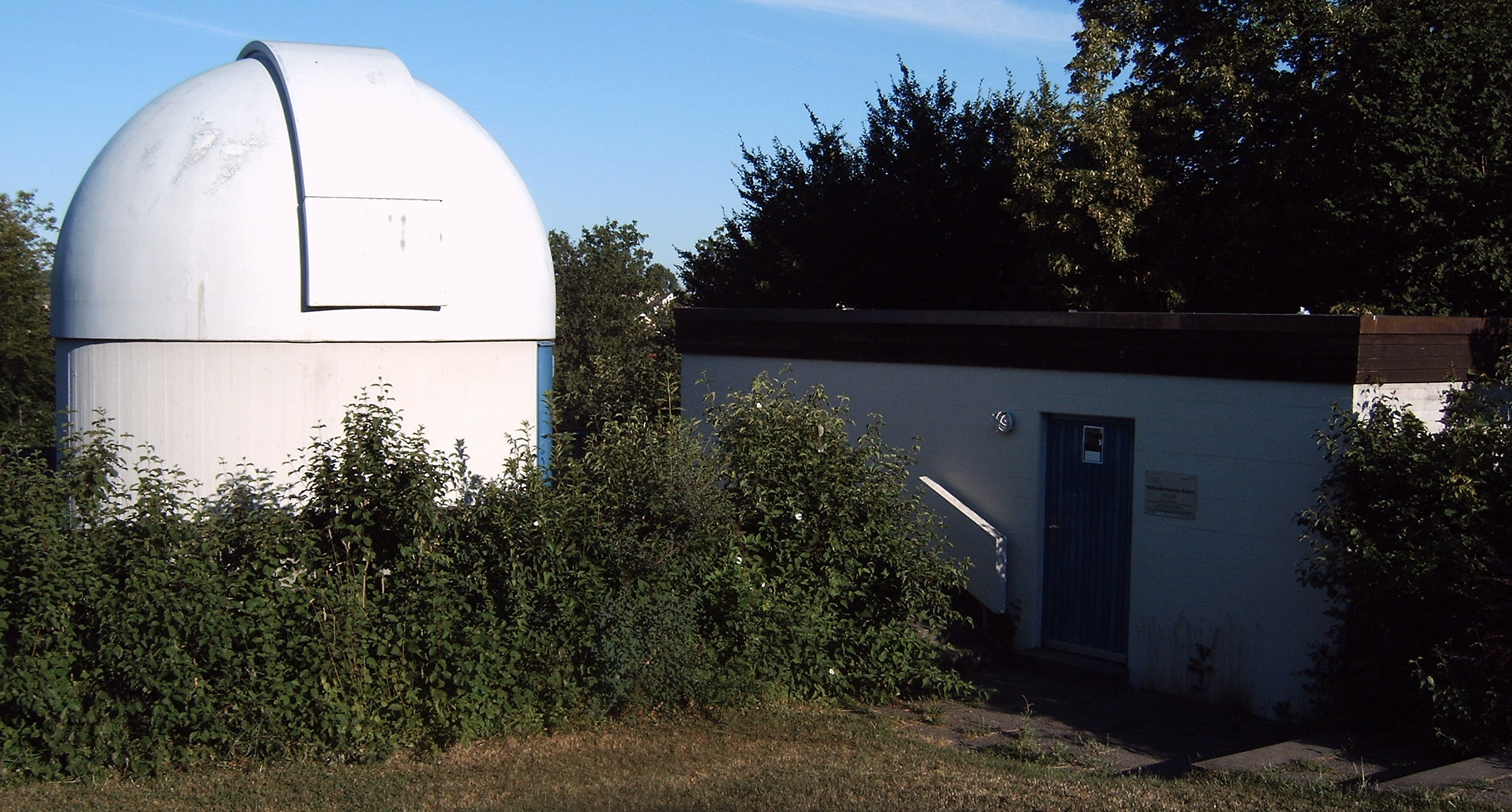
Sternwarte Aalen

Die Schul- und Volkssternwarte Aalen wird von der Astronomischen Arbeitsgemeinschaft Aalen geleitet. Sie liegt auf der Schillerhöhe (Aalen) nahe der Stadthalle und dem Mahnmal. Die Höhe ist 467 m über NN.

## Geschichte
Die Sternwarte wurde 1969 als Schulsternwarte des Schubart-Gymnasiums gebaut. Erst im Jahr 2001 wurde sie für Besucher geöffnet und die Astronomische Arbeitsgemeinschaft Aalen entstand.
Seitdem werden jeden Freitag bei klarem Wetter öffentliche Sternführungen veranstaltet sowie Sonntag mittags eine Sonnenbeobachtung. Außerdem finden regelmäßig astronomische Vorträge statt.

## Instrumente
In der Kuppel (4,5 m Durchmesser) befindet sich ein Zeiss-Refraktor mit 130 mm Öffnung und 1950 mm Brennweite aus dem Jahr 1941, der vorwiegend bei den Führungen eingesetzt wird. Der Refraktor wurde 2003 von Carl Zeiss Oberkochen restauriert. Das Gerät wird mechanisch nachgeführt, wobei die Nachführgeschwindigkeit mittels Reibungsregulator (ebenfalls Baujahr 1941) geregelt wird.
Auf einem kleineren Refraktor („Telementor“ von Zeiss Jena mit 63 mm Öffnung und 840 mm Brennweite) befindet sich ein H-alpha-Filter zur Beobachtung von Protuberanzen auf der Sonnenoberfläche.
Zum mobilen Einsatz verfügt die Sternwarte über ein mit GPS ausgerüstetes Schmidt-Cassegrain-Teleskop, das per Satelliten-Navigationssystem mit 280 mm (11″) Öffnung. Des Weiteren besitzt die Sternwarte ein 20 × 80 Feldstecher mit Stativ sowie eine digitale Spiegelreflexkamera.

## Astronomische Arbeitsgemeinschaft Aalen e. V.
Die Arbeitsgemeinschaft wurde 2001 von Amateurastronomen und Schulvertretern gegründet. Der Verein ist in das Vereinsregister des Amtsgerichtes Aalen eingetragen.
Im Jahre 2005 hatte die Sternwarte über 2000 Besucher.

## Astronomie-Jugend Aalen
Die Astronomie-Jugend Aalen ist die Jugendabteilung der Astronomische Arbeitsgemeinschaft Aalen; Sie wurde 2004 gegründet.
Treffen finden immer einmal im Monat samstags in der Sternwarte Aalen statt. Bei gutem Wetter wird mittags die Sonne beobachtet und fotografiert und abends der Sternenhimmel und die Planeten. Bei schlechtem Wetter können auch Filme oder Präsentationen angesehen werden.